# Crocozona pheretima
Crocozona pheretima is een vlindersoort uit de familie van de prachtvlinders (Riodinidae), onderfamilie Riodininae.
Crocozona pheretima werd in 1865 beschreven door C. & R. Felder.